# Araneus corticarius
Araneus corticarius là một loài nhện trong họ Araneidae.
Loài này thuộc chi Araneus. Araneus corticarius được James Henry Emerton miêu tả năm 1884.